# Sheffield Sharks
Pour les articles homonymes, voir Sharks (homonymie).
Les Sheffield Sharks sont un club franchisé de basket-ball anglais situé à Sheffield et appartenant à la British Basketball League.

## Historique

Logo jusqu'en 2006 des Westsheffield Sharks

Ancien logo

## Palmarès
- British Basketball League : 1995, 1999, 2003
- BBL Cup : 2004
- BBL trophy : 1998
- Coupe d'Angleterre : 1995, 1999, 2000

## Joueurs célèbres
- John Amaechi
- Devon Van Oostrum